# Toniná
Toniná ókori maja városrom a mexikói Yucatán-félszigeten, Chiapas szövetségi államban, 90 kilométerre San Cristóbal de las Casastól, illetve 14 kilométerre keletre egy kis falutól, Ocosingótól. A város neve maja nyelven azt jelenti, "Nagy kövek háza". Hegyoldalba épült, a lejtőt összesen hét piramislépcsővé formálták. Toniná körülbelül Kr. u. 400 és 900 között volt lakott. A romváros ismert számos írásos emléket őrző sztéléjéről, oltárairól. A legmagasabb piramis 60 méteres, két nagy labdapályát is feltártak a régészek.
Egy Palenque ellen folytatott háborúban a palenquei II. K'an Joy Chitamot elfogták, de visszaültették a trónra. Az utolsó bejegyzés a 101-es számú sztélén található, és Kr. u. 909-ből származik. 

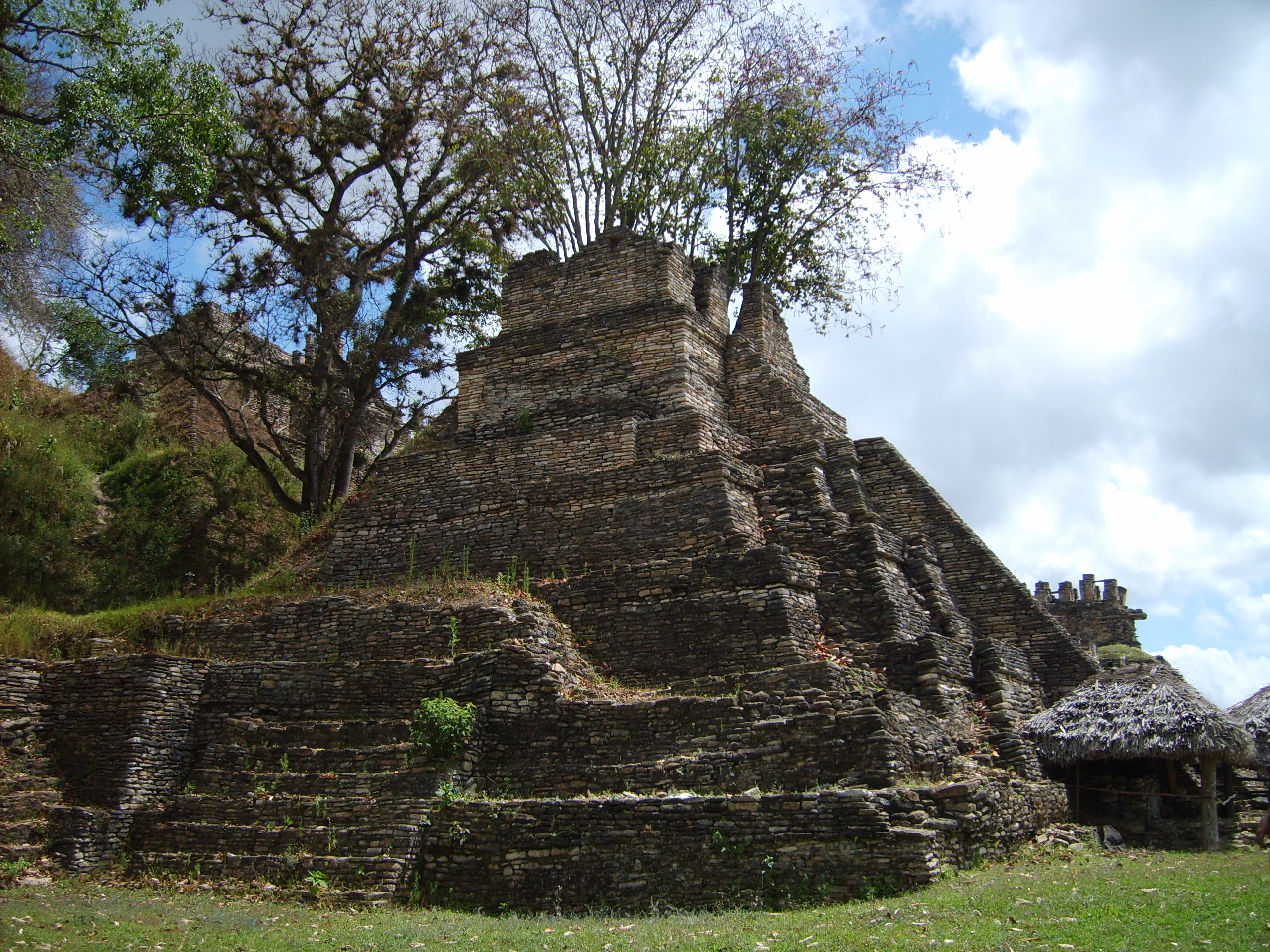
Piramis Toninában, az ötödik teraszon

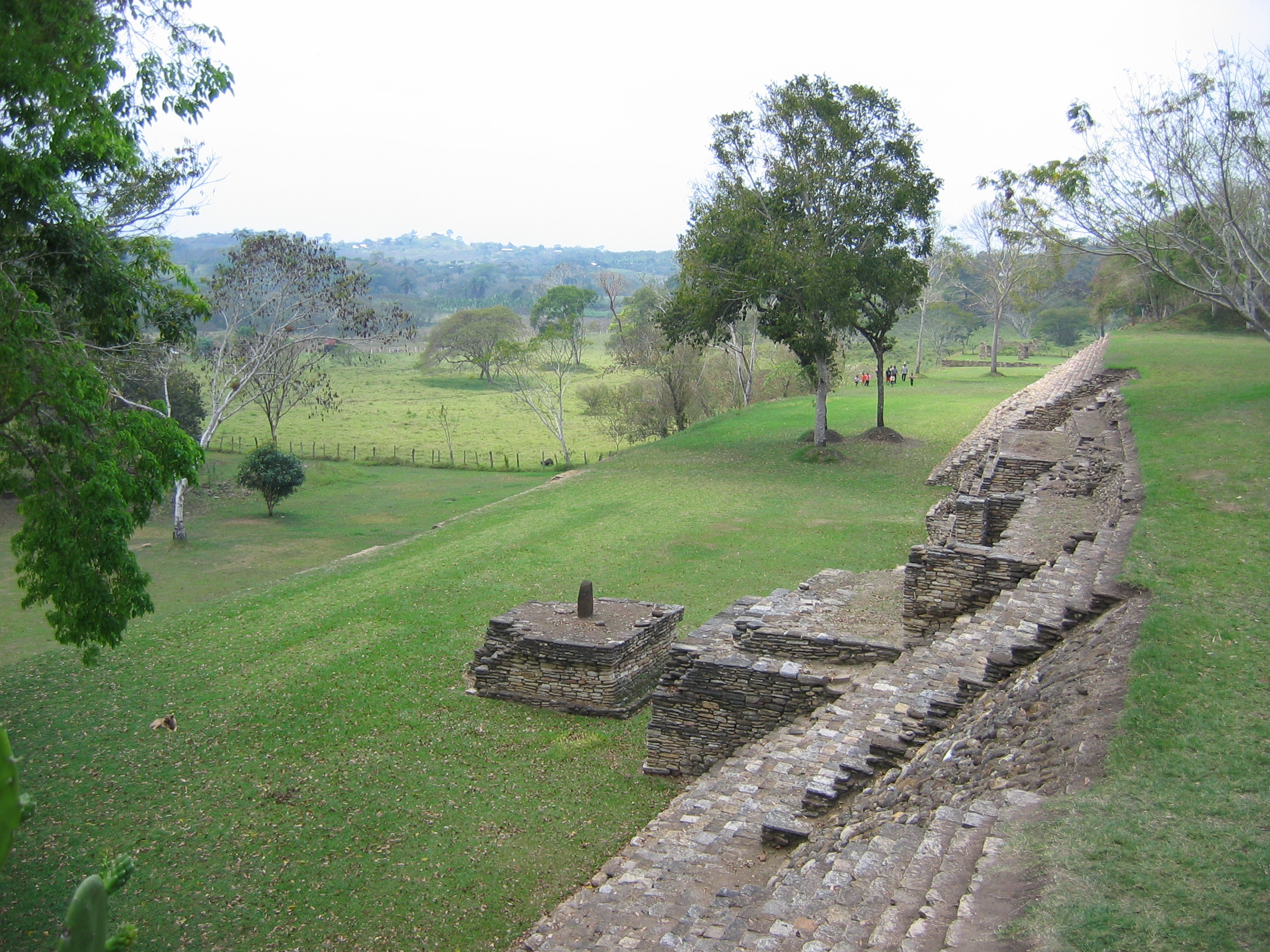
Az oltár